# Peter Tavy
Peter Tavy – wieś i civil parish w Anglii, w Devon, w dystrykcie West Devon. W 2011 civil parish liczyła 315 mieszkańców. Peter Tavy jest wspomniana w Domesday Book (1086) jako Tawi.